# Кубок Швейцарії з футболу 1936—1937
12-й розіграш Кубка Швейцарії, що проводився з 4 жовтня 1936 по 29 березня 1937 року. Переможцем став клуб «Грассгоппер».

## 1/32 фіналу
| Команда 1           | Рахунок   | Команда 2             |
| ------------------- | --------- | --------------------- |
| 04.10.1936, 14:30   |           |                       |
| Аврора Б'єнн        | 3:1       | Мутьє                 |
| Базель              | 1:3       | Конкордія Базель      |
| Берн                | 0:3       | Янг Бойз              |
| Біль-Б'єнн          | 5:0       | Вікторія Берн         |
| Брюль Санкт-Галлен  | 1:2 (д.ч) | Блю Старз Цюрих       |
| Беллінцона          | 1:2       | Індустрія Цюрих       |
| Кантональ Невшатель | 1:0       | Конкордія Івердон     |
| Грассгоппер         | 10:0      | Зеєбах                |
| Гренхен             | 2:1       | Поррентруй            |
| Ленггессе Берн      | 1:5       | Ольтен                |
| Лангнау             | 0:3       | Фрібур                |
| Лозанна             | 8:0       | Флер'є                |
| Ленгнау             | 0:2       | Олд Бойз              |
| Локарно             | 4:1       | Нордштерн Базель      |
| Люцерн              | 4:0       | Волен                 |
| Монте               | 3:0       | Шенуа                 |
| Ерлікон Цюрих       | 2:3       | Вінтертур             |
| Олімпія Базель      | 6:0       | Веденшвіль            |
| Фенікс Вінтертур    | 0:7       | Ювентус Цюрих         |
| Рішемонд Діллетте   | 4:3       | Ла Тур де Пайльц      |
| Санкт-Галлен        | 1:2       | Шаффгаузен            |
| Серветт Женева      | 6:0       | Форвард Морґес        |
| Золотурн            | 1:4       | Аарау                 |
| Тесс                | 0:1       | Цюрих                 |
| Уранія Женева Спорт | 1:0       | Монтро-Спортс         |
| Янг Фелловз Цюрих   | 4:0       | Кройцлінген           |
| Цофінген            | 2:0       | Луганезі              |
| К'яссо              | 1:1 (д.ч) | Балльшпіельклуб Цюрих |
| Глорія Ле-Локль     | 1:1 (д.ч) | Етуаль Каруж          |
| Веве                | 1:1 (д.ч) | Ла Шо-де-Фон          |
| 11.10.1936, 14:30   |           |                       |
| Лугано              | 7:0       | Кіккерс Люцерн        |
| 25.10.1936, 14:30   |           |                       |
| Чур                 | 1:0       | Ред Стар Цюрих        |

### Перегравання
| Команда 1             | Рахунок | Команда 2       |
| --------------------- | ------- | --------------- |
| 25.10.1936, 14:30     |         |                 |
| Балльшпіельклуб Цюрих | 0:2     | К'яссо          |
| Етуаль Каруж          | 1:0     | Глорія Ле-Локль |
| Ла Шо-де-Фон          | 2:1     | Веве            |

## 1/16 фіналу
| Команда 1           | Рахунок   | Команда 2           |
| ------------------- | --------- | ------------------- |
| 01.11.1936, 14:30   |           |                     |
| Аарау               | 6:1       | Конкордія Базель    |
| Аврора Б'єнн        | 2:4       | Серветт Женева      |
| Біль-Б'єнн          | 4:3       | Люцерн              |
| Блю Старз Цюрих     | 1:5       | Лугано              |
| Чур                 | 2:3       | Локарно             |
| Грассгоппер         | 10:0      | К'яссо              |
| Ювентус Цюрих       | 3:4       | Цюрих               |
| Лозанна             | 3:1       | Фрібур              |
| Олд Бойз            | 6:0       | Ольтен              |
| Олімпія Базель      | 0:4       | Гренхен             |
| Шаффгаузен          | 2:1       | Вінтертур           |
| Уранія Женева Спорт | 4:1       | Етуаль Каруж        |
| Янг Бойз            | 5:1       | Цофінген            |
| Янг Фелловз Цюрих   | 4:0       | Індустрія Цюрих     |
| Ла Шо-де-Фон        | 3:3 (д.ч) | Кантональ Невшатель |
| 08.11.1936, 14:30   |           |                     |
| Рішемонд Діллетте   | 4:6       | Монте               |

### Перегравання
| Команда 1           | Рахунок | Команда 2    |
| ------------------- | ------- | ------------ |
| 06.12.1936, 14:30   |         |              |
| Кантональ Невшатель | 1:8     | Ла Шо-де-Фон |

## 1/8 фіналу
| Команда 1           | Рахунок | Команда 2    |
| ------------------- | ------- | ------------ |
| 06.12.1936, 14:30   |         |              |
| Біль-Б'єнн          | 2:1     | Гренхен      |
| Лозанна             | 1:0     | Монте        |
| Лугано              | 3:2     | Локарно      |
| Олд Бойз            | 2:1     | Аарау        |
| Шаффгаузен          | 1:2     | Цюрих        |
| Серветт Женева      | 3:1     | Янг Бойз     |
| Янг Фелловз Цюрих   | 2:3     | Грассгоппер  |
| 13.12.1937, 14:30   |         |              |
| Уранія Женева Спорт | 0:1     | Ла Шо-де-Фон |

## Чвертьфінали
| Команда 1         | Рахунок | Команда 2    |
| ----------------- | ------- | ------------ |
| 07.02.1937, 14:30 |         |              |
| Біль-Б'єнн        | 2:0     | Цюрих        |
| Лозанна           | 8:2     | Ла Шо-де-Фон |
| Олд Бойз          | 1:10    | Грассгоппер  |
| Серветт Женева    | 2:1     | Лугано       |

## Півфінали
| Команда 1         | Рахунок   | Команда 2      |
| ----------------- | --------- | -------------- |
| 14.03.1937, 14:30 |           |                |
| Грассгоппер       | 7:3 (д.ч) | Серветт Женева |
| Лозанна           | 5:2       | Біль-Б'єнн     |

| 14 березня |

| «Грассгоппер»                                                   | 7-3 | «Серветт»                      |
| --------------------------------------------------------------- | --- | ------------------------------ |
| 6' Біккель 53' 91' Вагнер 73' 96' 110' М.Абегглен 104' Вітавскі |     | 25' Ж.Ебі 64' Гросс 74' Лерчер |

| «Гардтурм», Цюрих Глядачів: 10000 Арбітр: Карл Вундерлін (Базель) |

- Грассгоппер: Губер, Мінеллі, В.Вайлер II, Шпрінгер, Вернаті, Гуттормсен, Біккель, Вагнер, Рупф, Макс Абегглен, Вітавскі.
- Серветт: Фойц, Ріва, Кукович, Гіншар, Луашо, Лерчер, Роже Бушо, Єлінек, Гросс, Валашек, Ж.Ебі.

| 14 березня |

| «Лозанна»                                 | 5:2 | «Біль-Б'єнн»       |
| ----------------------------------------- | --- | ------------------ |
| 8' 24' В.Єггі 46' 53' Спаньйолі 62' Бецич |     | 7' Люді 75' Бейнер |

| «Нойфельд», Берн Глядачів: 3000 Арбітр: Ганс Вютріх (Берн) |

- Лозанна: Верстрат, А.Леманн, Штальдер, Ч.Леманн, Вайллер, Біксель, Штельцер, Бецич, Єгі, Спаньйолі, Спаньйолі, Роша.
- Біль: Шнайдер, Россель, Бауер, Біндер, Огнянов, Бейнер, фон Кенель, Чієзі, Рахмен, Фойц, Люді.

## Фінал
Фінальний матч був зіграний 29 березня 1937 на стадіоні «Нойфельд» (Берн).
| Команда 1         | Рахунок | Команда 2 |
| ----------------- | ------- | --------- |
| 29.03.1937, 15:30 |         |           |
| Грассгоппер       | 10:0    | Лозанна   |

| 29 березня |

| «Грассгоппер»                                                        | 7:3 | «Лозанна» |
| -------------------------------------------------------------------- | --- | --------- |
| 5' 52' 76' 80' Рупф 25' (пен.) 48' 61' Вагнер 50' 63' 65' М.Абегглен |     |           |

| «Ванкдорф», Берн Глядачів: 15000 Арбітр: Ганс Вютріх (Берн) |

- «Грассгоппер»: Віллі Губер, Северіно Мінеллі, Вальтер Вайлер II, Германн Шпрінгер, Сіріо Вернаті, Сігмунн Гуттормсен, Альфред Біккель, Фріц Вагнер, Ойген Рупф, Макс Абегглен (к), Гайнріх Вітавскі. Тренер: Карл Раппан

- «Лозанна»: Верстрат, Август Леманн, Ганс Штальдер, Шарль Леманн, Роберт Вайллер (к), Жан Біксель, Адольф Штельцер, Мілан Бецич, Віллі Єггі IV, Жак Спаньйолі, Жан-П'єр Роша. Тренер: Роберт Вайллер